# Klooster Tota Pulchra

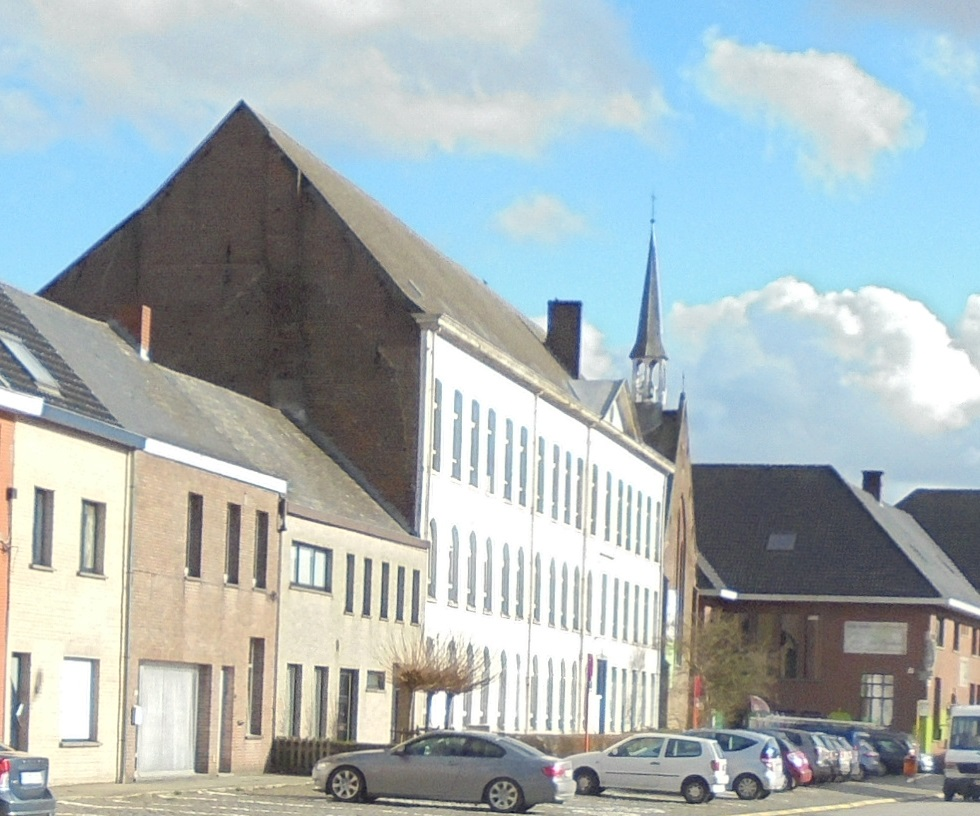
Klooster Tota Pulchra

Het Klooster Tota Pulchra is een voormalig klooster in de Oost-Vlaamse plaats Oosterzele, gelegen aan Dorp 50.

## Geschiedenis
In 1832 kwamen de zusters Apostolinnen vanuit Gent naar Oosterzele. Zij startten een zondagsschool en een spinschool voor arme kinderen. Dit ontwikkelde zich tot het IZOO (Instituut Zusters Onbevlekte Ontvangenis).
De naam van het klooster is gebaseerd op de titel van het Gregoriaanse gezang: tota pulchra es, Maria, wat de onbevlekte ontvangenis prijst.
Het klooster werd midden 19e eeuw uitgebreid en in het derde kwart van de 19e eeuw werd nog een derde bouwlaag toegevoegd. Omstreeks 1910 werd rechts van het klooster nog een neogotische kapel aangebouwd waarop een dakruiter werd geplaatst. De voorgevel wordt gesierd door een driehoekig fronton.
In 2004 vertrokken de laatste zusters. In 2010 sloot ook de middelbare school zijn poorten. Het pand werd omstreeks 2022 verbouwd tot sociale appartementen met behoud van de voorgevel en de kapel.